# La Presse médicale
La Presse médicale  est une revue scientifique à comité de lecture qui publie en français depuis 1972 des articles médicaux de clinique et de recherche concernant tous les domaines de la médecine. Elle fait suite à une revue homonyme, créée en 1893 et ayant cessé de paraître en 1971.
D'après le Journal Citation Reports, le facteur d'impact de ce journal était de 1,071 en 2016.